# Charles Carver
Charles „Charlie” Carver (ur. jako Charles Carver Martensen w San Francisco) – amerykański aktor telewizyjny, znany głównie z roli Portera Scavo w serialu Gotowe na wszystko oraz Ethana z serialu Teen Wolf: Nastoletni wilkołak. Zagrał również Scotta Frosta w pierwszym sezonie Pozostawionych.
Jego brat, Max Carver, zagrał bliźniaka postaci Charliego w każdym z trzech  seriali.

## Życiorys

### Wczesne lata
Urodził się 31 lipca 1988 w San Francisco, w stanie Kalifornia jako syn Anne Carver, filantropki i działaczki społecznej, i Roberta Martensena, lekarza i naukowca w Narodowym Instytucie Zdrowia. Jego brat bliźniak, Max, urodził się siedem minut później, 1 sierpnia. W 1992 jego matka i ojczym, Denis Sutro, wraz z dziećmi przeprowadzili się do Calistogi w Napa Valley w Kalifornii, gdzie prowadzili winnicę.
Przed rozpoczęciem kariery aktorskiej znany był jako Charlie Martensen. Uczęszczał do St. Paul’s Boarding School w Concord, gdzie w drugiej klasie gimnazjum wystąpił w szkolnym przedstawieniu Snu nocy letniej Szekspira w rola psotnika, Puka. Naukę kontynuował w Interlochen Arts Academy w stanie Michigan. 

### Kariera
Na ekranie zadebiutował w 5. sezonie serialu Gotowe na wszystko (2008−2012), gdzie ze swoim bratem zagrał postać Portera Scavo, syna Lynette Scavo (Felicity Huffman) i Toma Scavo (Doug Savant). W 2008 wraz z obsadą serialu zdobył nominację do Nagrody Gildii Aktorów Ekranowych.
W 2012 ukończył studia na Uniwersytecie Południowej Kalifornii w Los Angeles. Studiował aktorstwo w The American Conservatory Theater w San Francisco.
Carverowie pojawili się w trzecim sezonie Teen Wolf: Nastoletni wilkołak (2013–2015) jako wilkołacze bliźniaki; Charlie gra Ethana, a Max - Aidena. Następnie pokazali się w pierwszym sezonie serialu Pozostawieni (2014). 
Charlie pojawił się gościnnie w serialach takich jak Hawaii Five-0 (2014) czy Wirtualna liga (2015). W dramacie Kim jest Michael (2015) zagrał postać Tylera, który angażuje się w związek z Michaelem Glatze (James Franco) i Bennettem (Zachary Quinto) i jest załamany, gdy Michael odrzuca homoseksualizm, nawraca się na wiarę w Boga i porzuca swoje dotychczasowe życie. W serialu MTV Bloomowie (Blooms, 2017) wystąpił w roli Elliota Blooma, który po śmierci ojca zarządzającego tajnym imperium kryminalnym dowiaduje się o istnieniu brata bliźniaka Andrew (Max Carver).
W 2018 zadebiutował na Broadwayu w roli Texa, „kowboja”-męskiej prostytutki, jako „prezent” z okazji urodzin dla Harolda (w tej roli Zachary Quinto) w sztuce Marta Crowleya Chórzyści (The Boys in the Band), u boku aktorów takich jak Jim Parsons, Matt Bomer, Andrew Rannells, Robin de Jesús i Tuc Watkins.

## Życie prywatne
11 stycznia 2016 wyznał na Instagramie, że jest gejem.

## Filmografia

### Film
| Rok  | Tytuł               | Rola            | |
| ---- | ------------------- | --------------- | --- |
| 2012 | Fred: Obóz obciachu | Hugh Thompson   | Amerykański film komediowy wyreżyserowany przez Jonathana Judge'a jako trzecia część serii filmowej Fred.                                                                    |
| 2013 | Underdogs           | John Handon III | Sportowy film dramatyczny reżyserowany przez Douga Dearth. Oparty na faktach.                                                                                                |
| 2014 | Bas Asses           | Eric            | Znany również jako Bad Ass 2: Bad Asses. Film akcji napisany i wyreżyserowany przez Craiga Mossa. Sequel filmu z 2012 r. - Bad Ass.                                          |
| 2015 | Kim jest Michael    | Tyler           | Amerykański film dramatyczny napisany oraz wyreżyserowany przez Justina Kelly’ego. Oparty na artykule "My Ex-Gay Friend" Benoit Denizeta-Lewisa z „New York Times Magazine”. |

### Serial
| Rok       | Tytuł                          | Rola           |                                         |
| --------- | ------------------------------ | -------------- | --------------------------------------- |
| 2008−2012 | Gotowe na wszystko             | Porter Scavo   | 40 odcinków                             |
| 2013      | Restless Virgins               | Dylan          |                                         |
| 2013–2014 | Teen Wolf: Nastoletni wilkołak | Ethan          | sezon 3: 19 odcinków sezon 6: 4 odcinki |
| 2014      | Pozostawieni                   | Scott Frost    | Główna rola                             |
| 2014      | Hawaii Five-0                  | Travis Kealoha | Sezon 5, odcinek 8                      |
| 2015      | Wirtualna liga                 | Trophy Kevin   | Sezon 7, odcinek 7                      |
| 2020      | Ratched                        | Huck Finnigan  | Sezon 1, 9 odcinków                     |

## Nagrody i nominacje
| Rok  | Nagroda                           | Kategoria                                                        | Dzieło             | Rezultat  |
| ---- | --------------------------------- | ---------------------------------------------------------------- | ------------------ | --------- |
| 2008 | Nagroda Gildii Aktorów Ekranowych | Outstanding Performance by an Ensemble in a Comedy Series (ang.) | Gotowe na wszystko | Nominacja |